# Arraiz
Arraiz (Arraitz en euskera y oficialmente) es una localidad española del concejo de Arraiz-Orquín, perteneciente al municipio de Ulzama, en la Comunidad Foral de Navarra.

## Toponimia
El lugar puede aparecer referido como «Arraiz» y «Arraitz».

## Historia
Hacia mediados del siglo XIX, el lugar, ya por entonces perteneciente a Ulzama, tenía contabilizada una población de 196 habitantes. Aparece descrito en el tercer volumen del Diccionario geográfico-estadístico-histórico de España y sus posesiones de Ultramar de Pascual Madoz con las siguientes palabras:

ARRAIZ: l. del ayunt. y valle de Ulzama, en la prov., aud. terr. y c. g. de Navarra, merind., part. jud. y dióc. de Pamplona (4 1/2 leg.), arciprestazgo de Anue: sit. en llano al pie meridional de un elevado y estenso cerro, donde le combaten libremeñte todos los vientos, y goza de clima muy saludable. Tiene con el l. llamado Orquin, que es su anejo, 30 casas, una concejil, taberna, posada y 1 igl. parr. dedicada á la Ascension del Señor, servida por 1 cura párroco, llamado abad, y 1 sacristan. Los niños de este pueblo acuden á la escuela de primeras letras del de Iraizoz. Confina el térm. por N. con la venta de Velate (1 1/2 leg.), por E. con el de Lanz, por S. con el de Iraizoz, y por O. con el de Alcoz, de cuyos puntos dista 1/2 leg. El terreno es bastante fértil por las aguas de 2 riach. que se desprenden del referido monte, las cuales tambien aprovechan los hab. para consumo de sus casas y para dar impulso á 1 molino harinero: prod.: trigo, cebada, maiz, legumbres, andaiz, hortaliza y otros frutos; cria ganado vacuno, de cerda, lanar y cabrio; hay caza de liebres, conejos y perdices, y pesca de varias especies: ind.: ademas de la agricultura y del indicado molino, existe 1 fáb. de tejas á 2 minutos del l.: pobl.: 30 vec., 196 alm.: contr.: con el valle.
(Madoz, 1846, p. 8)

En la actualidad, forma parte del concejo de Arraiz-Orquín.